# Tarabya

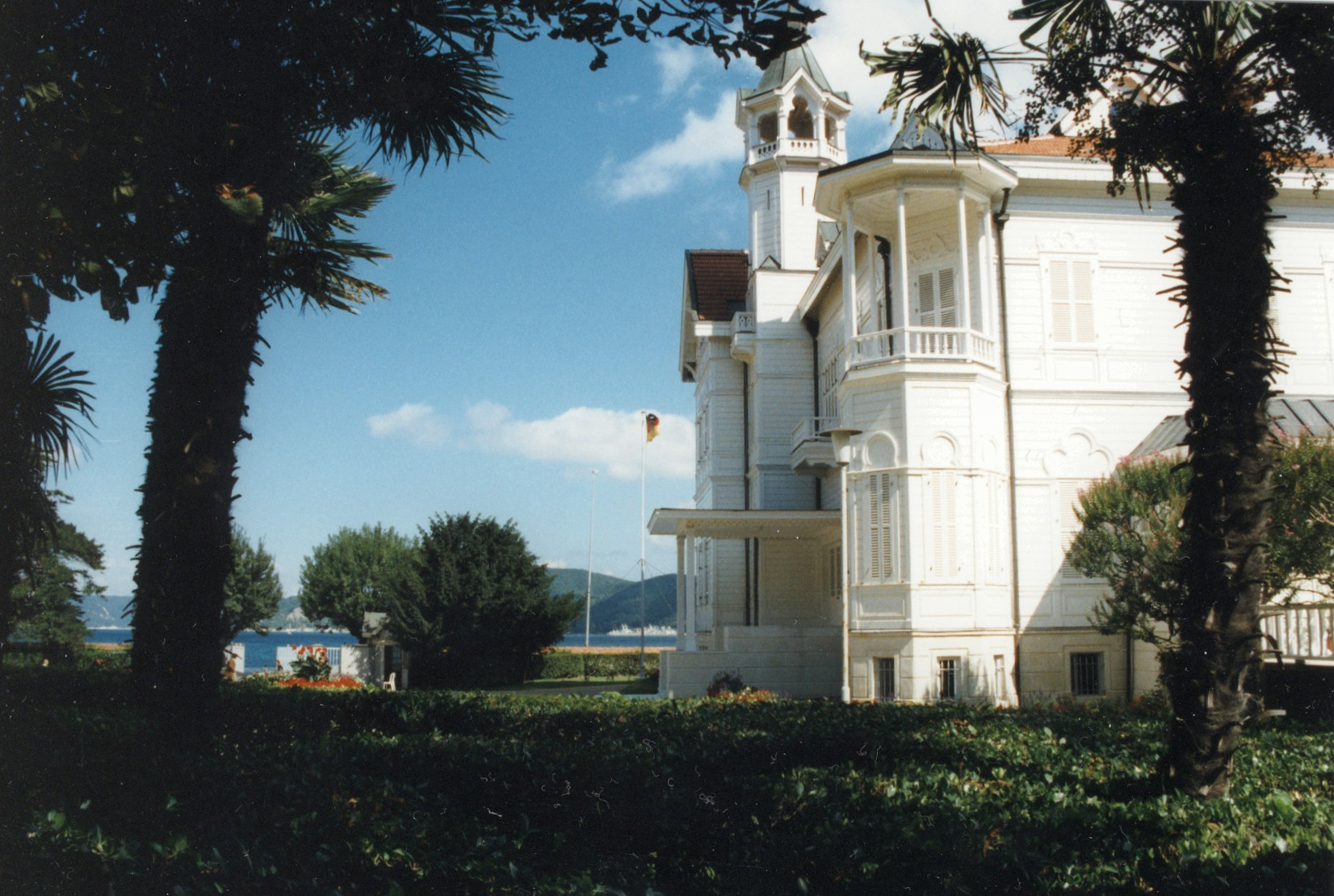
Tarabya: de voormalige zomerresidentie van de Duitse ambassadeur in het Ottomaanse Rijk

Tarabya (Grieks: Therapia) is de oude ambassadewijk van het Istanboelse district Sarıyer aan de Europese oever van de Bosporus tussen Yeniköy en Kireçburnu. Diverse monumentale houten huizen en ambassade complexen uit de tijd van het Ottomaanse Rijk zijn hier te vinden.